# Rolf Abrahamsohn

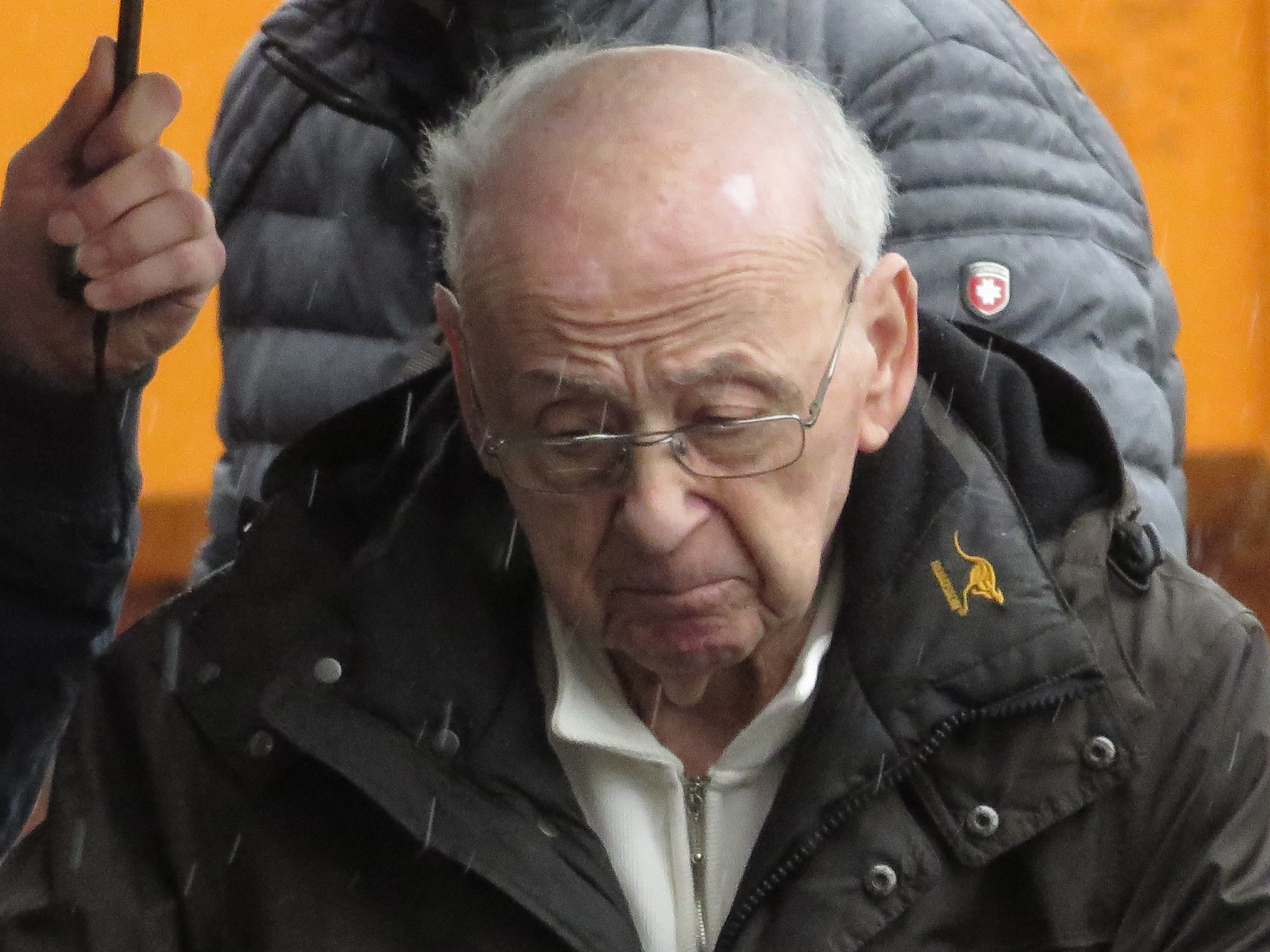
Rolf Abrahamsohn, 2019

Rolf Abrahamsohn (Marl, 9 maart 1925 - aldaar, 23 december 2021) was een Duits koopman van Joodse komaf en een overlevende van de Holocaust.

## Levensloop
Abrahamsohn werd geboren in een gezin van vier kinderen. Zijn vader had een kleding- en schoenenwinkel. Van 1931 tot 1934 bezocht hij de protestantse Goetheschule in Marl. Vanaf 1934 werd de discriminatie tegen Joden zo extreem, waardoor hij genoodzaakt werd om deze school te verlaten. In november 1938, als gevolg van de Kristallnacht, werd het gezin verdreven naar Recklinghausen. Zijn vader en oudste broer werden gevangengenomen, maar vluchtten na hun vrijlating allebei naar België. Het ouderlijk huis in Marl werd overgenomen door de plaatselijke NSDAP en omgevormd tot het plaatselijke partijhoofdkwartier.
Op 14-jarige leeftijd moest Rolf Abrahamsohn dwangarbeid verrichten, onder meer voor het bedrijf "Ruhrgas" in Gelsenkirchen. Zijn jongere broer stierf in 1940 aan difterie. In januari 1942 werd Abrahamsohn samen met zijn moeder en de nog in Recklinghausen achtergebleven Joden naar Riga getransporteerd. Hij overleefde daar het Getto van Riga en het concentratiekamp Kaiserwald, waar zijn moeder stierf vanwege de erbarmelijke levensomstandigheden. Abrahamsohn werd overgeplaatst naar het concentratiekamp Stutthof bij Gdańsk, waar hij maandenlang dwangarbeid moest verrichtten. Later werd hij overgeplaatst naar het concentratiekamp Brüllstrasse in Bochum, waar hij werkte in de wapenproductie en het opruimen van bommen. In de laatste weken van de Tweede Wereldoorlog werd hij via Buchenwald naar Theresienstadt getransporteerd, waar hij bevrijd werd door het Rode Leger.
Abrahamsohn keerde na de oorlog terug naar Marl in de hoop nog levende familieleden te vinden. Zijn vader en broer werden echter uit België gedeporteerd en vermoord. Zijn emigratie naar de VS mislukte en hij wilde geen poging naar Palestina riskeren, vanwege de Britse blokkades. Rolf Abrahamsohn bouwde het bedrijf van zijn ouders in Marl opnieuw op en werd een succesvolle textielondernemer in de regio.
Sinds de jaren tachtig is hij betrokken bij de Joodse gemeenschap van Recklinghausen-Bochum, die hij met andere Holocaustoverlevenden heeft opgericht. Hij was van 1978 tot 1992 de voorzitter de lokale Joodse gemeenschap. Tegelijkertijd was hij actief in het versterken van contacten met Israël en het delen van zijn kampervaringen op scholen en andere onderwijsinstellingen.
In het district Recklinghausen werd Abrahamsohn in 2011 geëerd met ereburgerschap. In 2020 ontving Abrahamsohn de Orde van Verdienste van de deelstaat Noordrijn-Westfalen.
- Gemeinsame Normdatei: 141561092
- International Standard Name Identifier: 0000 0000 8038 5967
- Library of Congress Control Number: n2015027626
- Nationale Bibliotheek van Israël: 987007573242605171
- Virtual International Authority File: 121811096
- WorldCat: E39PBJpv3CkDCjwGWBbWg7D8YP